# Kojčice
Obec Kojčice (německy Kojtschitz) se nachází v okrese Pelhřimov v Kraji Vysočina. Žije zde 344 obyvatel. V údolí severozápadně od Kojčic protéká říčka Hejlovka.

## Historie
První písemná zmínka o obci pochází z roku 1379, kdy náležely panství pražských biskupů v Červené Řečici. Po jeho rozdělení připadly s panstvím pelhřimovských Říčanským z Říčan. Od 1. ledna 1980 do 23. listopadu 1990 byla obec součástí města Pelhřimov.

## Školství
- Mateřská škola Kojčice

## Zajímavost
Obec je zmíněna v české filmové komedii Marečku, podejte mi pero! coby bydliště rodičů žáka Plhy, jehož ve filmu ztvárnil Josef Kemr. Slova „z Kojčic u Pejřimova“ pak ve filmu pronáší herec Václav Trégl.

## Pamětihodnosti
- Boží muka na návsi
- Kaplička sv. Jana
- Pamětní kámen cestou směrem na Chvojnov byl odstraněn při stavbě silnice. Jednalo se zřejmě o smírčí kámen v místě usmrcení řeznického tovaryše dobytkem.